# 許特維勒湖
47°36′38″N 08°50′33″E / 47.61056°N 8.84250°E

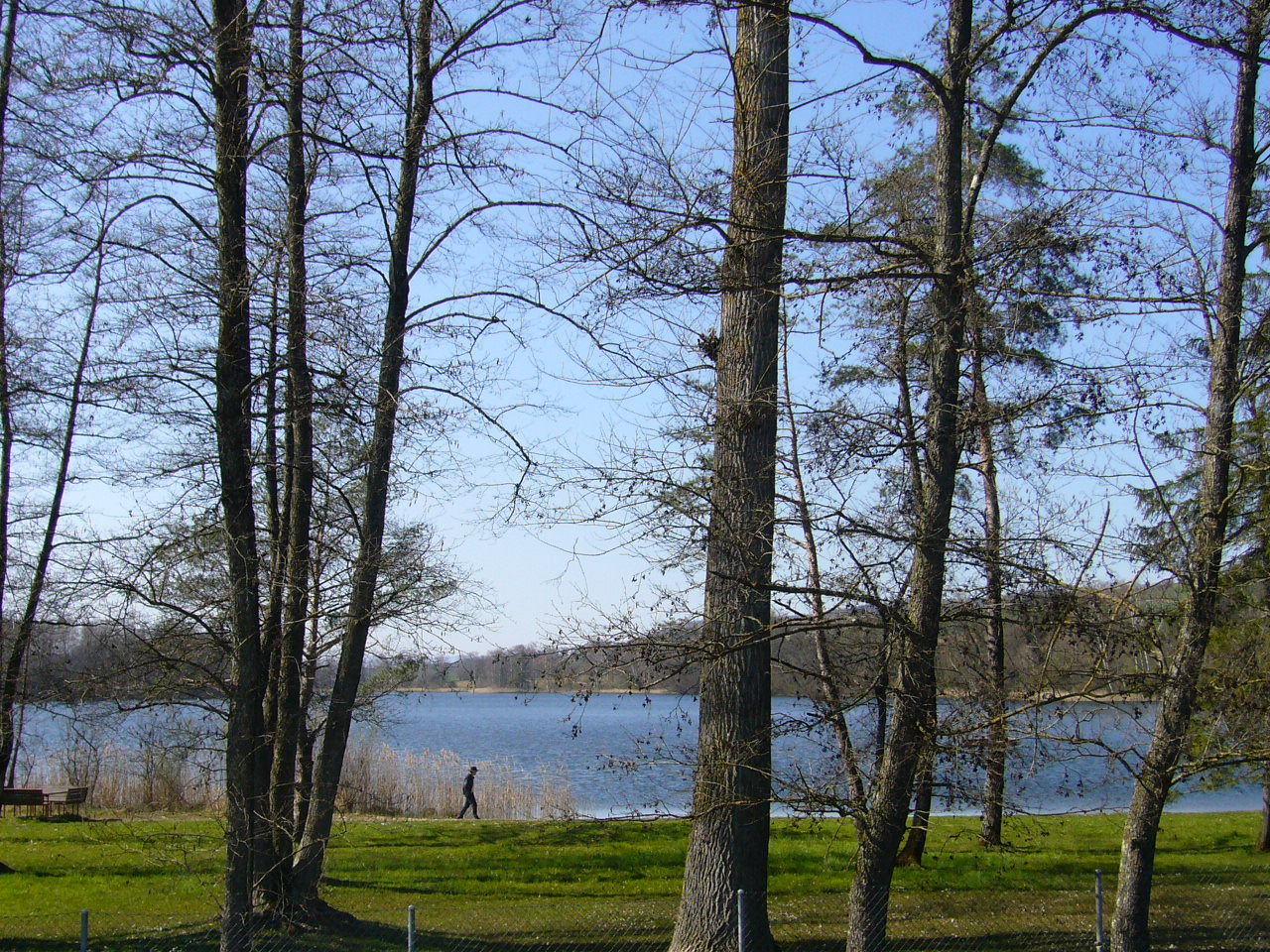

許特維勒湖（Hüttwilersee），是瑞士的湖泊，位於該國東北部，由圖爾高州負責管轄，長1.3公里、寬0.6公里，面積0.3平方公里，海拔高度434米，水體容量268萬立方米。